# Doba kamenná na území Polska
Doba kamenná na území moderního Polska se dělí na období paleolitu, mezolitu a neolitu. Paleolit se do oblasti moderního Polska rozšířil okolo roku 500 000 př. n. l. a přetrval přibližně do roku 8 000 př. n. l. Toto období se dělí na nejstarší paleolit od 500 000 do 350 000 př. n. l., na střední paleolit od 350 000 do 40 000 př. n. l. a na mladý paleolit od 40 000 do 8 000 př. n. l. Období mezolitu zde trvalo od roku 8 000 do 5 500 př. n. l. a neolit od 5 500 do 2 300 př. n. l. Neolit se dále dělí na vlastní neolit od 5 500 do 2 900 př. n. l. a na eneolit od 2 900 do 2 300 př. n. l.
Doba kamenná trvala 800 000 let a zahrnovala tři různé lidské druhy: Homo erectus, Homo neanderthalensis a Homo sapiens. Kultury doby kamenné sahaly od raných lidských skupin s primitivními nástroji až po vyspělé zemědělské společnosti, které používaly důmyslné kamenné nástroje, stavěly opevněné osady a rozvíjely metalurgii mědi. Podobně jako v dalších částech východní a střední Evropy prošly i zde pravěké kultury fázemi známými jako paleolit, mezolit a neolit, kdy v každém období došlo k vylepšení techniky výroby kamenných nástrojů. Lidská činnost v období paleolitu byla opakovaně přerušována vracejícím se obdobím zalednění. S recesí posledního zalednění se obecně klima oteplilo, což vyústilo ve zvýšení ekologické diverzity charakteristické pro období mezolitu (9 000 až 8 000 př. n. l.). V neolitu se objevili první usedle žijící zemědělské komunity, jejichž příslušníci do této oblasti přicházeli přibližně od roku 5 500 př. n. l. z podunajské oblasti. Místní pozdější mezolitické populace také přijímaly a dále rozvíjely zemědělský způsob života.

## Paleolit

### Zalednění
Pleistocenní střídání chladnějších (glaciálních) a teplejších (interglaciálních) období v Polsku začalo jihopolskou dobou ledovou (či zaledněním řeky San, které trvalo přibližně do roku 450 000 př. n. l.). To bylo následováno mazovskou dobou meziledovou (450 000 – 370 000 př. n. l.), středopolskou dobou ledovou (370 000–128 000 př. n. l.), eemský interglaciálem (128 000–115 000 př. n. l.) a poslední dobou ledovou (115 000–10 000 př. n. l.).

### Homo erectus
Lidské osídlení v polských zemích se objevila později než v klimaticky příznivějších oblastech jižní a západní Evropy a bylo závislé na střídání glaciálních a interglaciálních epizod. Tábory lovců a sběračů Homo erectus spolu s primitivní kamennou industrií, například mikrolity, a s kostmi velkých savců a ryb byly nalezeny u města Trzebnica pod sedimenty zalednění řeky San a jsou staré okolo 500 000 let. Mladší lokality spojené s Homo erectus byly nalezeny poblíž města Strzegom. Obě lokality se nachází v Dolním Slezsku.

### Homo neanderthalensis
Vyhynulý druh Homo neanderthalensis, neboli neandrtálci, který byl odlišným druhem od Homo sapiens, žil v jižní polovině Polska během středního paleolitu, tedy v období mezi lety 300 000  až 40 000 př. n. l. Byla nalezena řada artefaktů a rozlišeny různé neandrtálské kultury. Mezi starší kamenné nástroje patří pěstní klíny spadající do Acheuléenu (před 200 000 až 180 000 lety), které byly nalezeny ve Slezsku. Sporadické lovečsko-sběračské neandrtálské skupiny pronikaly do Polska během eemského interglaciálu (asi 128 000 až 115 000 př. n. l.). Průzkum lokalit datovaných do období mezi lety 85 000 až 70 000 př. n. l. a patřících kultuře Micoquien-Prądnik (východní miciquienský kulturní komplex), které leží v údolí řeky Prądnik severně od Krakova a ve Zwoleńu nedaleko Radomu ukázal, že někteří neandrtálci byli zkušenými kolektivními lovci, schopnými zabít mnoho velkých savců, které byly typickou faunou chladného pleistocenního podnebí. Z kořisti zpracovávali maso, kůži a kosti pomocí specializovaných nástrojů.

### Homo sapiens
Homo sapiens, přesněji Kromaňonci, se v oblasti objevil v mladém paleolitu (40 000 až 9 000 př. n. l.). Během nejchladnějších obdobích této doby ledové, a to mezi lety 20 000 až 15 000 př. n. l. lidé oblast moderního Polska neobývali. Poté v teplejší části po klimatické diskontinuitě se do dané oblasti lidé opět vrátili.
Lidé v mladém paleolitu se specializovali na skupinový lov velkých savců. Někdy tak pronásledovali a naháněli celá stáda do připravených pastí. Jejich výživové potřeby byly do značné míry uspokojovány konzumací masa, neboť v té době území tvořila tundra a stepi a půda byla po dlouhou dobu pokryta ledem a sněhem. Sofistikovanější metody zpracování kamene vedly k výrobě dlouhých, úzkých a ostrých pazourkových čepelí. V jeskyni nedaleko města Nowy Targ byl nalezen třicet tisíc let starý bumerang, patřící do archeologické kultury gravettienu. Jedná se o nejstarší nález tohoto druhu na světě. Jde o 70 cm dlouhý půlměsíčitý předmět s jemnou povrchovou úpravou vyrobený z mamutího klu. Lov mamutů byl v krakovské oblasti rozšířen v období mezi lety 25 000 až 20 000 př. n. l. Ve Wierzchowie byly nalezeny třicet tisíc let staré čepele tzv. mladečského typu spadající do mladopaleotické kultury Aurignacienu.
V jeskyni Borsuk nedaleko Krakova (jižní oblast Krakovsko-čenstochovské jury) byl nalezen 27 500 let starý pohřeb osmnáctiměsíčního dítěte s pohřební výbavou sestávající z přívěsků a článků náhrdelníku ze zubů velkých kopytníků. Je tak nejstarším nalezeným zamýšleným pohřbem na území Polska.
Rydno je komplex archeologických nalezišť ležících podél údolí řeky Kamiennna táhnoucí se mezi městem Skarżysko-Kamienna a městem Wąchock. Bylo zde nalezeno několik stovek paleolitických táborů, což z něho činí největší akumulaci nálezů tohoto typu na světě. Časově tato dočasná sídla spadají do obdobích počínajíce neandrtálskou kulturou Moustérienu, následujíce hamburskou kulturou lovců sobů. Konec paleolitu je zde reprezentován komornickou kulturou, která dostala jméno podle vesnice Komornica v okrese Legionowo. Nejznámější paleolitické tábory z tohoto období, včetně několika vyhloubených chat, patřily lidem, kteří se zabývali těžbou hematitu, ze kterého vyráběli okrový pigment používaný pro malbu na tělo. S červeným barvivem se hojně obchodovalo, a proto se v Rydnu nachází horniny a minerály pocházející ze vzdálených oblastí v Polsku, na Slovensku a v Maďarsku. Kousky „čokoládově“ zbarveného pazourku byly do této oblasti dopraveny za účelem zpracování, byly skladovány vždy v množství, které bylo násobkem tří. Díky tomuto zjištění existují hypotézy, že paleolitičtí lidé vyvinuli systém počítání založený na čísle tři. V blízkosti vsi Olbrachcice nedaleko města Wschowa byla nalezena osada patřící lidu hamburské kultury datovaná do roku 12 600 př. n. l. Našly se zde stany, táborové ohniště a kámen na pečení masa.
Bohatým zdrojem nálezů archeologické kultury Magdalénienu je údolí řeky Prądnik. V jeskyni Maszycka byly nalezeny pozůstatky typické sociální jednotky, kterou tvořilo několik rodin, dohromady přibližně dvacet až třicet lidí. Nalezeno bylo i mnoho artefaktů této kultury, včetně zdobených kostěných nástrojů. Zbytky obydlí této kultury staré 15 000 až 17 000 let byly nalezeny v Ćmielówe ve Svatokřížském vojvodství. Byla zde objevena zahloubená chata se stopami podpůrných sloupků, ohništěm a importovaný materiál. Doklady mladších archeologické kultur Swiderianu, federmesserské kultury a Ahrensburgienu byly objeveny u vesnice Stare Marzy nedaleko města Świecie.

## Mezolit
Mezolit trval přibližně od roku 9 000 př. n. l., kdy došlo k rapidnímu oteplení, přibližně do roku 5 500 př. n. l., kdy do oblasti přišli první skupiny zemědělců z Podunají. Jedná se o poslední období, kdy strategie získávání potravy byla zcela oportunistická, založená na asimilaci rostlinného a živočišného materiálu, který se nacházel v okolní přírodě. Strategie byla tedy založena na lovu a sběru. Díky vyšším teplotám se rozvinuly komplexní lesní ekosystémy a mokřady a změna prostředí si vyžádala i použití nových strategií při lovu a rybolovu. V době, kdy se na toto území dostávaly nové populace ze západu, lovci a rybáři pracovali samostatně nebo v malých skupinách při lovu jednotlivých velkých zvířat. Pro lov malých zvířat používaly pasti, oštěpy, luky, čluny a rybářské náčiní. Při lovu byli používáni i domestikovaní psi.
Ženy se zabývaly sběrem surovin, jako byly kořínky, bylinky, ořechy, ptačí vejce, měkkýši, ovoce a med. Tato činnost byla možná ještě důležitější než lov. Mezolitická lidská sídla byla poměrně početná a na konci tohoto období byla ekonomika vytěžující přírodu na velmi rozvinuté úrovni. Nástroje byly vyráběny z materiálů jako byl kámen (z této doby existují nálezy dolů na pazourek v severním cípu Svatokřížských hor), kost, dřevo, rohovina či rostlinný materiál, z kterého se splétaly provazy a pletly koše. Lidé v té době používali i tak drobné předměty jako byly rybářské háčky či jehly na šití. Z této doby pochází i figurky vyrobené z jantaru. Přinejmenším v pozdním mezolitu byli mrtví rituálně pohřbíváni s pohřební výbavou sestávající z běžných předmětů každodenní potřeby. Jeden dobře zachovalý hrob byl nalezen v Janisławicích nedaleko města Skierniewice. Byl datován do období kolem roku 5 500 př. n. l. Šlo pravděpodobně o hrob výrobce nástrojů o čemž svědčila jeho hrobová výbava.

## Neolit

### Zavádění zemědělství – podunajská kultura

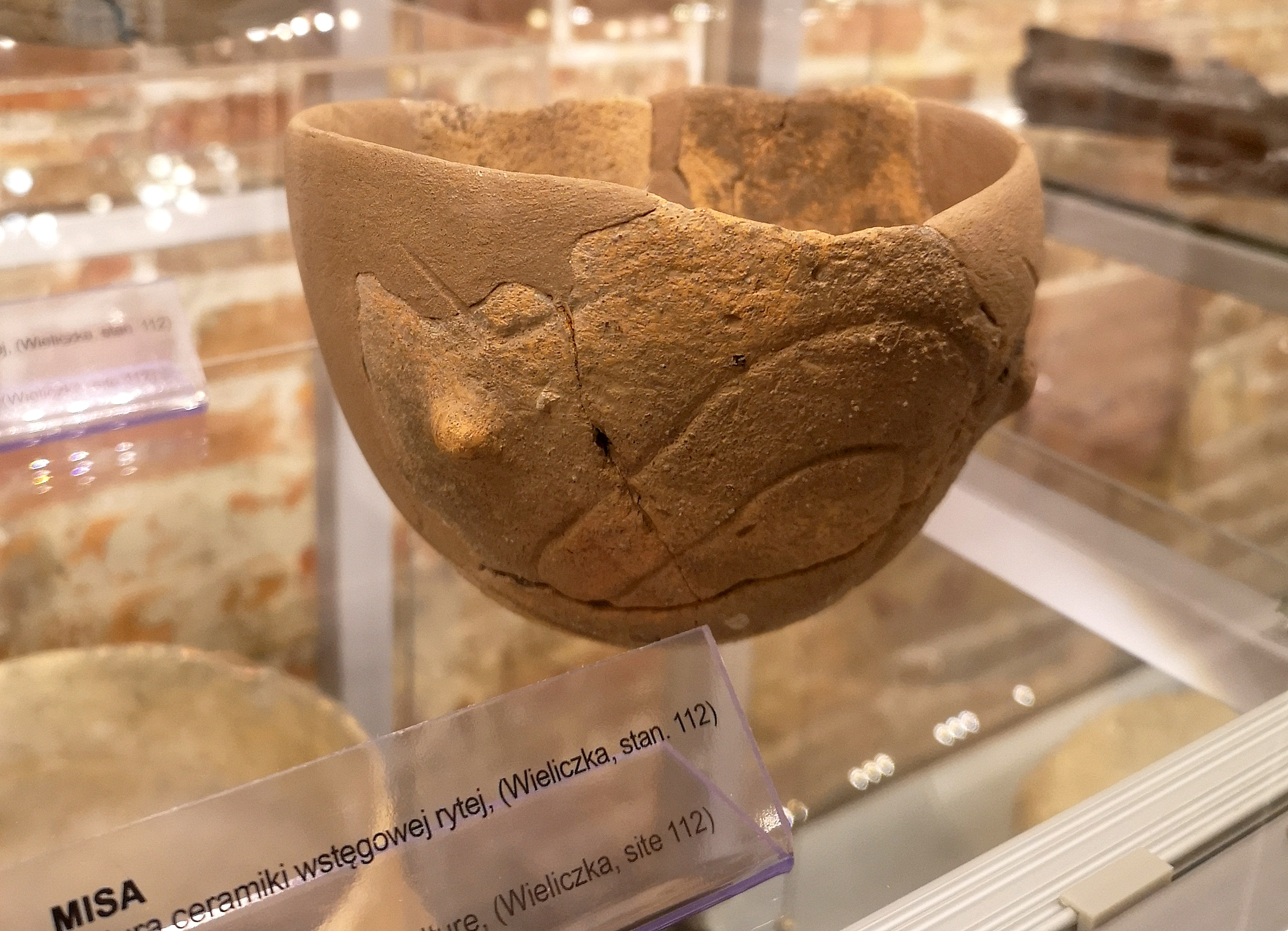
Keramika kultury s lineární keramikou, Wieliczka

Neolit v této oblasti začal okolo roku 5 500 př. n. l. s příchodem lidí ze středního Podunají, kteří chovali dobytek, pěstovali obilí, vyráběli keramiku a nástroje s hladkým povrchem. Jejich předci obdělávající půdu přicházeli na Balkán a poté do Podunají z Malé Asie přibližně od roku 6 500 př. n. l. Po svém příchodu zde vytvářeli první trvalé venkovské osady.
První zemědělci, kteří přišli na polské území, patřili ke kultuře s lineární keramikou. Jejich jednotná kultura zde přežila ve své původní podobě přibližně do roku 4 600 př. n. l. Navzdory velkému dopadu, který jejich příchod znamenal pro tuto oblast, nejdříve přicházeli v malých vlnách čítajících několik stovek, nanejvýš několik tisíc lidí. Jejich počty jsou odhadnuty na základě velikosti nalezených osad. Po svém příchodu osídlili především úrodnou půdu vysočin ležících na jihu a severněji položených říčních údolí až k Baltskému moři. Žili po boku početnějších starousedlíků, kteří se i nadále drželi mezolitického způsobu života. V té době však nedocházelo k velké interakci mezi oběma skupinami, protože obě populace obývaly rozdílné prostředí. Osada kultury s lineární keramikou se skládala z několika obdélných dlouhých domů, kterých v několika případech bylo až dvanáct. Tyto domy mohly být dlouhé i přes třicet metrů a byly podepřeny dřevěnými sloupy. Nejstarší tyto nálezy pochází z Dolního Slezska. Jedna z takovýchto osad datovaná do roku kolem 5 000 př. n. l. byla objevena v krakovské čtvrti Olszanica.
Velké podunajské komplexy byly vykopány v oblasti vesnic Targowisko a Szarów ležících v okrese Wieliczka v oblasti úrodných sprašových kopců. Sídliště, která zahrnovala i mohutné stavby dlouhé více než 50 metrů a řemeslné dílny, se rozkládala na pozemku dlouhém tři kilometry. Některé sídelní struktury fungovaly jako samostatné jednotky, kdy byly jednotlivé budovy propojeny nádvořími a chráněny společným plotem.
Rostliny byly většinou pěstovány v malých okolních zahrádkách, ale pšenice a ječmen byly pěstovány i na malých polích, která získávali žďářením lesa. V té době neexistovalo zařízení, které by umožňovalo orbu za pomoci tažných zvířat, proto byla půda okopávána ručně. Vypalování lesů znamenalo významný zásah do přírodního prostředí v oblasti Malopolska, Slezska a Kujavska. Ve větší vzdálenosti od sídliště byly pastviny. V severních oblastech byly počty chovaného skotu, ovcí a koz ještě větší, protože v těchto oblastech byla půda méně úrodná. Jednotlivé komunity podunajského lidu udržovaly mezi sebou styky a vyměňovaly si zboží a to na velkém území, kdy obchodovali i s oblastmi svého původu za Karpatami.
Po roce 5 000 př. n. l. dorazily z jihu další vlny imigrantů, což v průběhu první poloviny 5. tisíciletí př. n. l. urychlilo proces diferenciace agrární společnosti na několik odlišných kultur. V povodí řeky Odry se většinou jednalo o kulturu s vypíchanou keramikou, zatímco v povodí Visly se objevily kultury lengyelská a polgárská. Tyto dva regiony se do určité míry vyvíjely samostatně, ale uvnitř nich se různé kulturní tradice mladšího podunajského okruhu často překrývaly. Domy byly v té době lichoběžníkového tvaru s délkou až 40 m. Často byly seskupené do větších komplexů, které byly chráněny valy, příkopy a další fortifikací. Tato obranná opatření se podle archeologických nálezů zjevně stala nezbytnými při obraně proti místním lidem stále vyznávajícím mezolitický způsob života nebo proti lidem z jiných podunajských sídlišť. Tato opevnění budovaná od poloviny 5. tisíciletí př. n. l. byly komplikovaná a jejich výstavba spotřebovávala značné zdroje a zabrala hodně času. Jejich struktura byla podobná staršímu opevnění budovanému v Podunají.
Existují nálezy velkých pohřebišť a hrobů s bohatou pohřební výbavou, jakou byly například šperky. V této době se objevily i tzv. knížecí hroby, kdy tyto jedinci měli v pohřební výbavě kromě místních ozdob i importované měděné náhrdelníky, náušnice a diadémy. Tato pohřební výbava svědčí o vzniku relativně bohaté společnosti. Základní výživu v té době zajišťovalo obdělávání půdy a chov dobytka včetně obchodu s ním. Velká plemena skotu byla výsledkem jeho křížení s divokými pratury. Velmi vyhledávaným obchodním zbožím se v této době stala sůl, která se pravděpodobně nejdříve používala k uskladňování potravin. Solné prameny v okolí Wieliczky využívali již lidé lengyelské kultury, po kterých zde zůstaly keramické nádoby používané při získáváni soli. Podunajský lid produkoval mnoho bohatě zdobených předmětů, včetně hliněných nádob zdobených hlavami zvířat a figurkami žen.

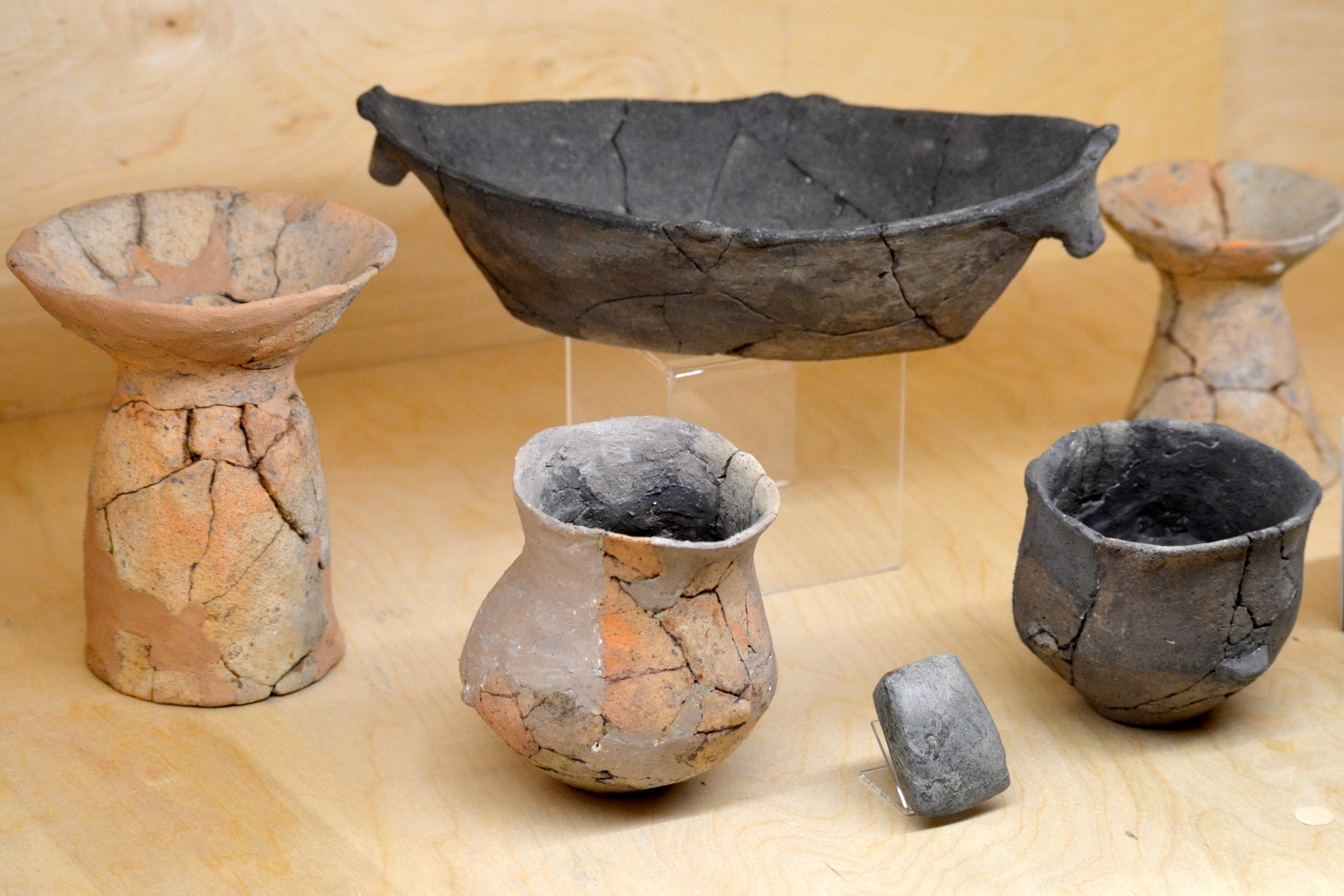
Keramika malické kultury

Sídliště a pohřebiště kulturního okruhu lengyelsko-polgárského datované do doby okolo roku 4 600 př. n. l. bylo objeveno v Ślęza u Vratislavi. Na sídlišti byly dlouhé lichoběžníkové domy s několika dostavěnými podpůrnými konstrukcemi. Mezi velkými prozkoumanými sídlišti lengyelské kultury datované do období mezi lety 4 400 až 4 000 př. n. l. je sídliště objevené v Brześći Kujawském a další v Osłonki. Druhé jmenované bylo okolo roku 4 200 př. n. l. po útoku silně opevněno. Na sídlišti v Osłonki bylo nalezeno téměř třicet lichoběžníkových domů a na souvisejícím pohřebišti více než osmdesát hrobů, z nichž v některých bylo mnoho měděných ozdob. Tato koncentrace zemědělské i stavební činnosti těchto dvou komunit do dvou velkých osad, kdy kromě své hlavní činnosti tito lidé i lovili a rybařili, velmi pravděpodobně způsobila tolik škod pro životní prostředí, které je nakonec donutily danou oblast opustit. V Podłęże v okrese Wieliczka bylo objeveno opevnění, včetně příkopů a palisád. Z místa pochází i nálezy figurální keramiky patřící k lengyelsko-polgárskému kulturnímu okruhu.
Malická zemědělská kultura vyskytující se v oblasti jižního Polska po celé 5. tisíciletí př. n. l až přibližně do roku 3 800 př. n. l., pojmenovaná podle vesnice Malice nedaleko Sandoměři ve Svatokřižském vojvodství, byla první neolitickou kulturou, která vznikla severně od Karpat a následně se rozšířila na jih. Vzácný nález s kulturními budovami malické kultury a zdobenou keramikou byl učiněn u vesnice Targowisko.

### Neolitické kultury vyvinuté z místních mezolitických populací

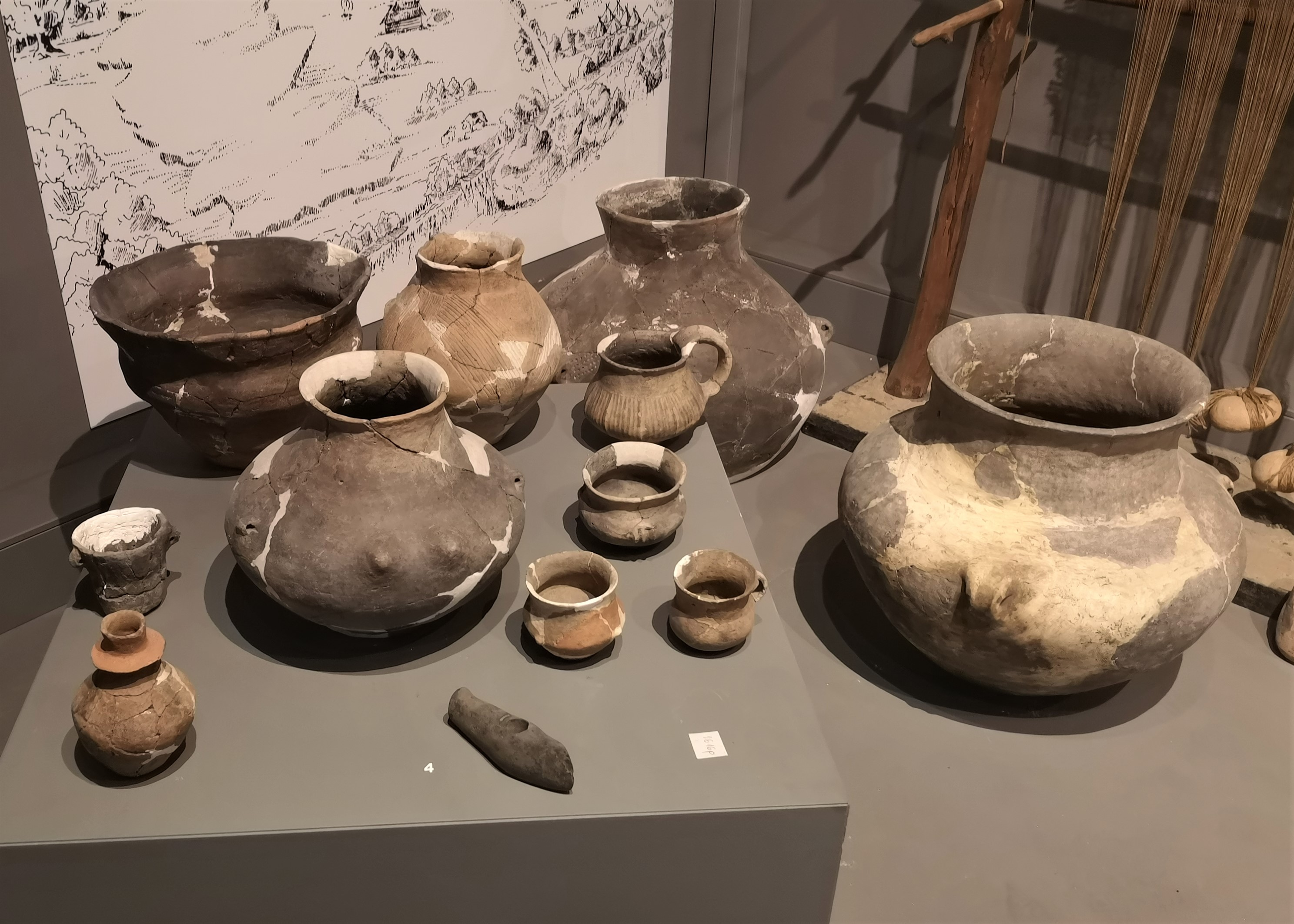
Keramika kultury s nálevkovitými poháry nalezená ve Slezsku

Po roce 4 500 př. n. l. ertebölská kultura, která pocházela ze severozápadu, vstoupila do své keramické fáze vývoje se svou vlastní charakteristickou keramikou, která byla typická svými špičatými dny. Lidé této kultury žili na pobřeží Baltského moře a specializovali se na využívání mořských zdrojů a tak stále žili mezolitickým způsobem života. Na sídlišti této kultury u vesnice Dąbki nedaleko Koszalinu byla nalezena vypíchaná keramika, kterou získaly pravděpodobně obchodem s podunajským kulturním okruhem.
Původní mezolitické populace pomalu přijímaly zemědělský způsob života, počínaje používáním keramiky. Trvalo tisíc let, než přijali i chov zvířat, což pro ně znamenalo zvlášť důležitý vývojový krok, a začali i s pěstováním obilí. Když tyto mezolitické skupiny následně projevily zájem o úrodnější oblasti využívané pozdními podunajskými kulturami, staly se pro ně hrozbou, která přiměla podunajský lid opevnit svá sídliště. Nativní postmezolitické skupiny se rozšířily i mimo tradiční podunajské oblasti a to včetně oblastí s méně příznivými písčitými půdami.
První skutečně původní neolitickou kulturou v této oblasti byla kultura s nálevkovitými poháry, která byla pojmenována podle typického tvaru jejich keramických nádob. Kultura se rozvíjela od roku 4 400 př. n. l. po dobu přibližně dvou tisíc let. Podobně jako další postmezolitické kultury, i kultura s nálevkovitými poháry stavěla megality. Tento lid stavěl hrobky z velkých kamenů, z nichž některé dosahovaly velkých rozměrů (například lichoběžníkové struktury dlouhé až 150 m připomínající pyramidy). Jen málo z nich přežilo kvůli velké poptávce po kameni jako stavebním materiálu. Dobře zachovalá stavba datovaná do první poloviny 4. tisíciletí př. n. l. byla objevena u Wietrzychowic nedaleko Włocławeku. Z té doby také pochází první nalezené lebky se stopami trepanace, která byla prováděna buď z lékařských nebo magických důvodů.

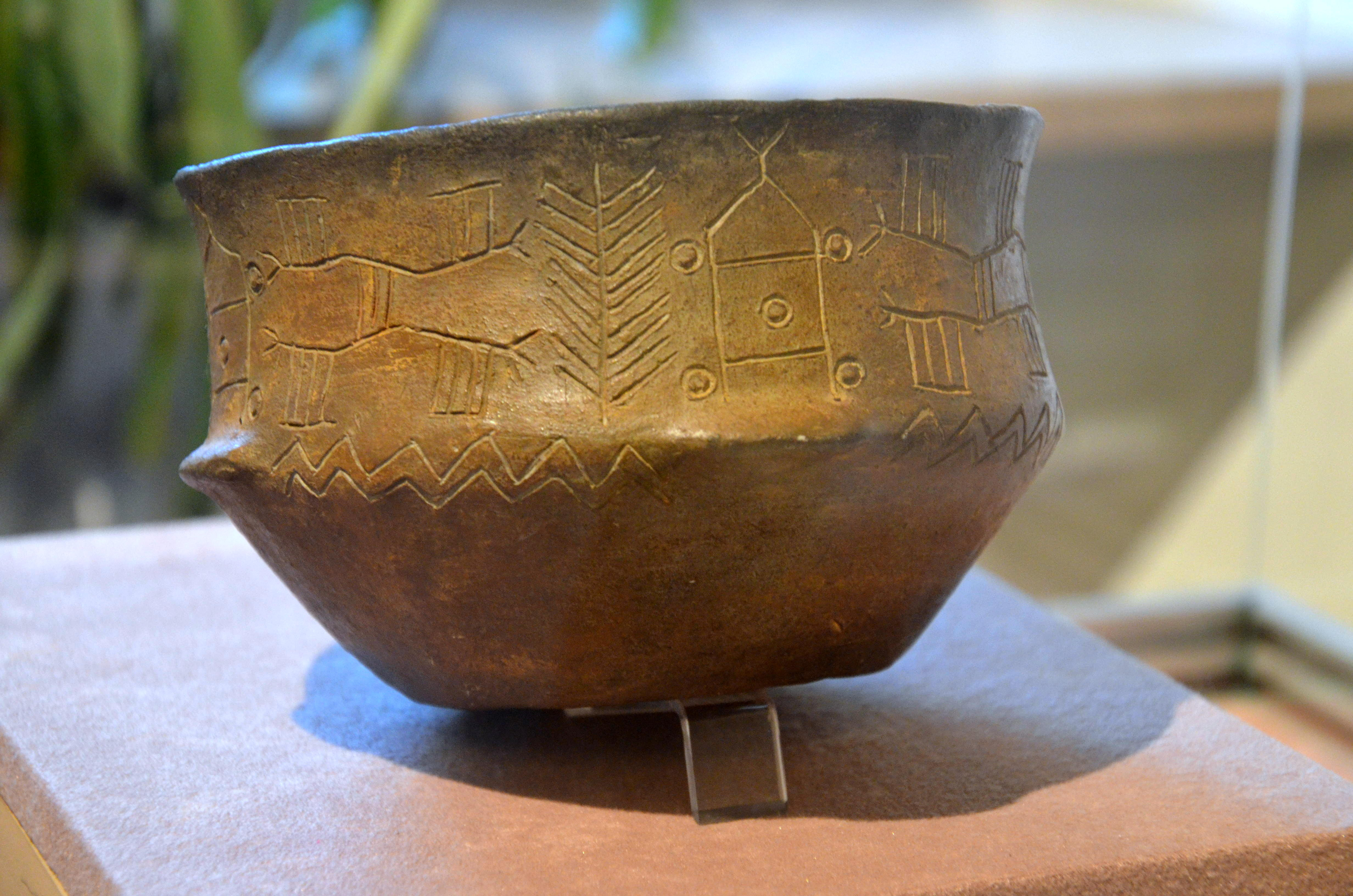
Hrnec s unikátní výzdobou nalezený v Bronocicích

Počátky postmezolitických kultur v Polsku se časově shodují s počátky eneolitického období na Balkáně. S měděnými předměty se nejdříve obchodovalo, později je vyráběli lidé podunajského kulturního okruhu a následně i postmezolitické kultury. Nedaleko Sandoměři bylo nalezeno zařízení používané k metalurgii mědi. Mezi hliněné dekorativní předměty patří realisticky provedená zvířata a nádoby s vyrytými obrázky. Hrnec nalezený ve vesnici Bronocice v okrese Pińczów datovaný do roku 3 400 př. n. l. je zdoben unikátní narativní scénou s nejstarším známým vyobrazením čtyřkolového vozíku na světě. V tomto období dosáhly svého vrcholu i kamenné nástroje, které měly hladký povrch. Dobře zachovalé sídliště s obdélnými budovami byla objevena ve vsi Gródek v okrese Hrubieszów, ve vsi Niedźwiedź nedaleko Krakova a v severním Polsku ve vsi Barłożno v okrese Starogard. V Barłożnu byly objeveny struktury podobné těm v Niedźwiedźi. Byly zde nalezeny tři domy podepřené sloupy, z nichž největší měl hlavní část dlouhou 16 metrů a širokou 6,5 metru. V Gródeku byly nalezeny zbytky svislého tkalcovského stavu. Podle nalezené keramiky sídliště byla obydlena rozvinutou fází kultury s nálevkovitými poháry.
Pocházejíc ze středoevropských nížin byli lidé kultury s nálevkovitými poháry schopni využívat velké plochy méně úrodných půd, které zemědělci získávali žďářením zalesněných oblastí, se zvýšenou rolí hospodářských zvířat. Postupně se přesunovali do jižní oblasti dříve obsazené lidem podunajského kulturního okruhu a dostali se až do Čech a na Moravu. Lidí kultury s nálevkovitými poháry bylo více, byli schopní se lépe přizpůsobit životnímu prostředí, byli organizovaní a ekonomicky produktivnější, a tak postupně nahradili lid pozdní fáze podunajské kultury.
Další velkou kulturou byla kultura kulovitých amfor. Tato kultura vznikla v oblasti polských nížin během první poloviny 4. tisíciletí př. n. l. a trvala přibližně do roku 2 400 př. n. l. a rozvíjela se souběžně s kulturou s nálevkovitými poháry. Pojmenována byla podle charakteristického vzhledu jejich keramiky. Specializovali se na chov domácích zvířat a žili polonomádským způsobem života, s cílem hledat optimální pastviny a podle potřeby se přesouvali. Tento způsob života pravděpodobně vyžadoval špatný stav půdy, která byla tou dobou vyčerpaná a neplodná kvůli staletím probíhajícího žďáření a rozsáhlého kácení lesa. Tato kultura byla první v Polsku, u které je známé používání domestikovaného koně a důležitým zdrojem potravy se stala prasata. Z této doby pocházejí i nálezy rituálních pohřebišť zvířat, a to zejména skotu, kdy byly dva i více jedinci pohřbeni společně. Mezi pohřební výbavou byly velmi nezvyklé předměty, například bubny. Problematika tohoto fenoménu není dosud archeology plně pochopena. Lid kultury kulovitých amfor se také podílel na severo-jižním obchodu s jantarem. Podobně jako jiné postmezolitické kultury, i tato kultura stavěla megality. V hrobech této kultury je nalézána keramika, kamenné nástroje a různé ozdoby.
Nejmladší kulturou v Polsku s podunajskými kořeny byla badenská kultura, která se rozvíjela mezi lety 3 200 až 2 600 př. n. l. Vyráběli charakteristikou kanelovanou keramiku. V Brononcicích byla nalezena velká opevněná osada datovaná do roku 3 000 př. n. l. a patřící badenské kultuře.
Existovaly také kultury obývající lesy, které představovaly keramickou fázi lovecko-sběračských komunit. Některé z nich přetrvaly až do starší doby bronzové.
Hlavním průmyslem celého neolitu byla těžba a zpracování pazourku. Jeden z největších neolitických dolů na pazourek v Evropě s více než 700 svislými šachtami a zachovanými podzemními chodbami se nachází v Krzemionki nacházející se v okrese Ostrowiec. Sekery vyrobené z místního pazourku byly exportovány i do vzdálených částí Evropy.

### Pozdní neolitické příchody z východních a západních oblastí Evropy
Kultura se šňůrovou keramikou, ve střední Evropě existující mezi lety 3 000 až 2 000 př. n. l. pocházela s největší pravděpodobní z protoindoevropských kočovných obyvatel černomořských stepí. Především zpočátku šlo o pasteveckou kulturu, většinou nezakládající trvalá sídliště a jejich kultura je známá především z nálezů pohřebišť. Hnali sebou i svá stáda skotu, ovcí, koz a koní údolími řek ležícími na jihu Polska. Zabývali se však také těžbou pazourku a výrobou nástrojů a zbraní pro vlastní potřebu i pro obchod.
Ve Szczytně v Podkarpatském vojvodství byl nalezen tzv. knížecí pohřeb patřící kultuře se šňůrovou keramikou. V hrobě nacházejícím se ve hloubce tří metrů ležela kostra muže s pohřební výbavou, kterou tvořily vysoce hodnotné měděné ozdoby, keramika, kamenné nástroje a hroty šípů. Tento nález má blízké analogie s nálezy v Transylvánii, což by mohlo svědčit o rozsáhlých geografických kontaktech této nomádské kultury.
Rzucewská kultura pojmenovaná podle vesnice ležící nedaleko Pucku, kde došlo k jejímu objevení, se vyvinula ze severních populací kultury se šňůrovou keramikou jako její odnož specializovaná na využívání mořských zdrojů a trvala souběžně se svou mateřskou kulturou po srovnatelné časové období. Její sídliště sestávají z charakteristických domů vyztužených mořskou erozí. Sídliště se nacházely podél Gdaňského zálivu a na východ od něj. Lidé této kultury se zabývali rybolovem a lovem především tuleňů, kteří se té době podél baltského pobřeží hojně vyskytovali. Vyráběli také jantarové dekorativní předměty, se kterými široce obchodovali.
Z Pyrenejského poloostrova přišlo několik lidí, kteří v období mezi lety 2 500 až 1 900 př. n. l. vytvořilo kulturu se zvoncovitými poháry.Tato kultura byla pojmenována podle typického tvaru jejich precizně zdobené keramiky. Nejvýchodnější oblasti jejich rozšíření se nacházely na území jihozápadního Polska. Díky své mobilitě pomáhali se šířením nových vynálezů, včetně rozvoje metalurgie.